# Gondeville
Gondeville korábbi község Franciaországban, Charente megyében. Lakosainak száma 499 fő (2018. január 1.). Gondeville Jarnac, Mainxe, Saint-Même-les-Carrières és Triac-Lautrait községekkel határos.
2019. január 1-jén Mainxe korábbi községgel egyesült és az így létrejött Mainxe-Gondeville új község része lett.

## Népesség
A település népességének változása:
| Lakosok száma | 537  | 528  | 521  | 504  | 499  |
|               | 2013 | 2015 | 2016 | 2017 | 2018 |